# Copa do Mundo de Esqui Alpino de 2015
A Copa do Mundo de Esqui Alpino de 2015 foi a 49º edição da Copa do Mundo, ela foi iniciada em outubro de 2014 na Áustria e finalizada em março de 2015 na França.
O austríaco Marcel Hirscher venceu no masculino, enquanto no feminino a austríaca Anna Fenninger foi a campeã geral.